# ウサーマ・ビン・ラーディン
ウサーマ・ビン・ムハンマド・ビン・アワド・ビン・ラディン（أسامة بن محمد بن عوض بن لادن、Usāma bin Muhammad bin ʿAwad bin Lādin, 1957年3月10日 - 2011年5月2日）は、サウジアラビア出身のイスラム過激派テロリスト。
サウジアラビア有数の富豪の一族に生まれたが、1994年にサウジアラビア国籍を剥奪され、以降は無国籍であった。1988年に国際テロ組織「アルカーイダ」を設立してその初代アミール（司令官）となり、以降アメリカ同時多発テロ事件をはじめとする数々のテロ事件を首謀したことで知られる。連邦捜査局（FBI）における最重要指名手配者の1人であった。
2011年5月、パキスタンのアボッターバードにおいてアメリカ海軍特殊戦開発グループが行った軍事作戦によって殺害された。

## 名前と表記
日本語では、ウサマ・ビン・ラーデン（外務省）、オサマ・ビンラディン （NHK、テレビ朝日など）、ウサマ・ビンラディン （日本テレビ、TBS、フジテレビ、テレビ東京など）、ウサマ・ビンラーディン（読売新聞など）などとも表記される。
フスハーでのフルネームは「ウサーマ・イブン・ムハンマド・イブン・アワド・イブン・ラーディン」であり、「ビン・ラーディン（＝ラーディンの息子）家のアワドの息子ムハンマドの息子ウサーマ」を意味する。
「ムハンマド」は父であるムハンマド・ビン・ラーディンを、「アワド」は祖父であるアワド・ビン・アブード・ビン・ラーディンを示しているが、「ラーディン」は曽祖父の名ではなく、曽祖父アブードの父であるラーディン・アリー・アル＝カフターニー(Laden Ali al-Qahtani)を示すものである。
ウサーマの息子ウマル・ビン・ラーディンによれば、一族に受け継がれる部族名由来の家名（ニスバ）は「アル＝カフターニー (アラビア語: القحطاني, āl-Qaḥṭānī)」であるが、ウサーマの父ムハンマドが正式にこのニスバを使用することはなかった。

## 経歴

### 出自

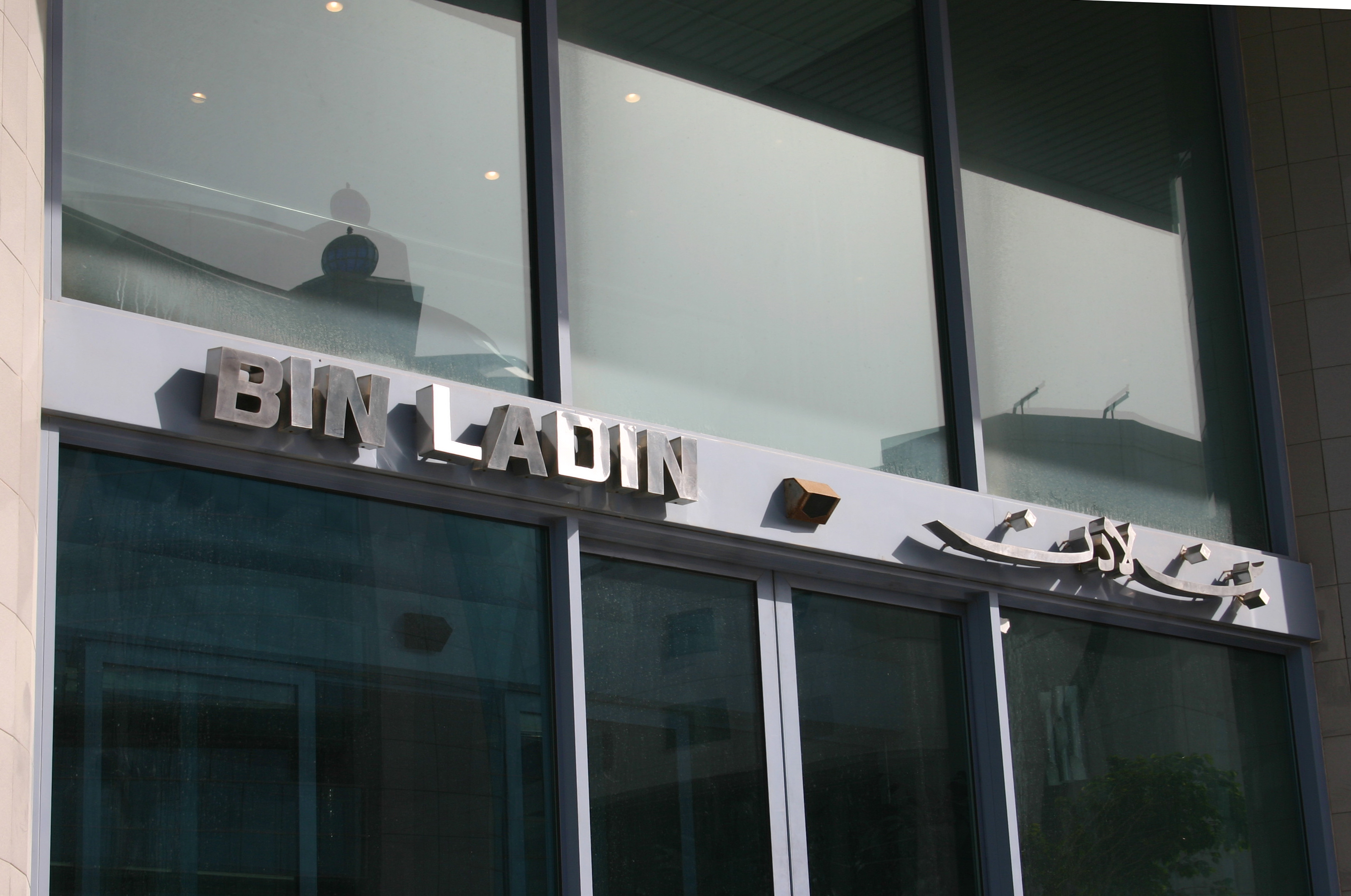
ドバイにあるサウディ・ビンラディン・グループのオフィス

ムハンマド・ビン・ラーディンは22回の結婚をし54人の子供を儲けることになったが、妻子の大半は40代を過ぎて事業が拡大してからの子供たちである。また、最初の妻以外は短期間で離婚している。ウサーマ・ビン・ラーディンはムハンマドの17番目の子であった。ビン・ラーディン一族は50億ドル以上の資本を所有しており、その内、2億5000万ドル以上がウサーマに分配されていた。

### 出生から青年期まで
ウサーマ・ビン・ラーディンは、サウジアラビアのリヤドで、建設業で財を成したイエメン出身の父ムハンマド・ビン・ラーディンと、その10番目の妻でシリア出身の母アリア・ガーネム（後のハミーダ・アル＝アッタス）の間に生まれた。生年月日は、ビン・ラーディン本人が1998年のインタビューの中で1957年3月10日であると語っている。
父ムハンマドはビン・ラーディンが生まれた直後にガーネムと離婚し、彼女はその後ムハンマド・アル＝アッタスと再婚して別の4人の子を儲けたため、幼少期のビン・ラーディンは実父と離れて3人の異父弟・1人の異父妹と共に生活することになった。ビン・ラーディンは敬虔なスンナ派ムスリムとして育てられ、1968年から1976年にかけてはジッダの世俗的なエリート校で教育を受けた。その後、ジッダのキング・アブドゥルアズィーズ大学に進学して経済学と経営学を学んだ。ビン・ラーディンが1979年に土木工学の学位を取得したという報告や、1981年に行政学の学位を取得したという報告が存在する一方で、学位を取得する前に大学をやめたとする報告も存在する。
大学時代、ビン・ラーディンの関心は宗教に向かい、「クルアーンおよびジハードの解釈」と慈善活動に精力的に参加したほか、詩作にも興味を示し、バーナード・モントゴメリーやシャルル・ド・ゴールの著作を好んで読んだと言われている。思想の面では、ムスリム同胞団に加入し、サイイド・クトゥブの思想に引き付けられた。さらに大学で教鞭をとっていたムスリム同胞団のアブドゥッラー・アッザームの教えを受け、師と仰ぐようになった（のちにビン・ラーディンは、自身に影響を与えた人物として、クトゥブとアッザームの名を挙げている）。ビン・ラーディンは厳格なサラフィー主義から、音楽や映画などに対して不寛容であった。その一方で、競走馬に大きな関心を寄せていたほか、サッカーを好んでプレーし、英国のクラブであるアーセナルFCのファンでもあった。

### アフガニスタン紛争への参加（1979–1989年）
ソビエト連邦がアフガニスタンに進攻した1979年、ビン・ラーディンはサウジアラビアを離れてパキスタンやアフガニスタンを初めて訪れ、ソ連軍に抵抗するムジャーヒディーンを支援するための活動を始めた。のちにビン・ラーディンは当時の心境を回想し、「アフガニスタンの人々に対する不公正な行いに憤慨を覚えた」と語っている。
1979年から1984年までの期間、ビン・ラーディンの支援活動は募金が中心であり、サウジアラビアなどの湾岸諸国を活動拠点としてアフガニスタンのムジャーヒディーンに資金や建設機械を提供していた。ビン・ラーディンはその後、パキスタンのペシャーワルで活動していた大学時代の恩師アブドゥッラー・アッザームと合流した。1984年までにアッザームと共に「マクタブ・アル＝ヒダマト（MAK）」を組織して、外国からムジャーヒディーンの新兵をリクルートしてアフガニスタンに送り出す活動を始めた。1984年には自ら「ベイトゥルアンサール（支援者たちの館）」という施設をペシャワールに建設し、以降1986年までパキスタンを拠点として活動した。ビン・ラーディンがアイマン・ザワーヒリーやアブー・ムスアブ・アッ＝ザルカーウィー、オマル・アブドッラフマーンなどと関係を構築したのもこの時期であった。
1986年以降、ビン・ラーディンは活動の拠点をアフガニスタン国内に移した。1986年から1987年にかけ、ビン・ラーディンはアフガニスタン東部の村ジャジ (Jaji)近郊に自らの基地を建設し、数十人のアラブ人ムジャーヒディーンを指揮下に置いた。この基地を拠点として、ビン・ラーディンとその軍団はソ連軍と交戦し、ビン・ラーディン自身も一兵士として戦闘に参加した。特に、1987年のジャジの戦いではソ連軍に勝利したことになり（実際には、ソ連軍の死者２名に対しゲリラ側の死者120名という惨状であった）、アラブ系の主要メディアではこの戦果が華々しく報道され、ビン・ラーディンの知名度は高まった。ビン・ラーディンがアラブ世界の一部で英雄視されるようになったのもこの時期であった。
1979年から1989年にかけ、アメリカとサウジアラビアはパキスタンの軍統合情報局 (ISI)を通じ、アフガニスタンで戦うムジャーヒディーンへ400億ドル相当の援助を行った（サイクロン作戦）。ジャーナリストのジェイソン・バークによれば、ビン・ラーディンが設立したMAKもアメリカから提供された資金を受け取っていた。ビン・ラーディンはまた、ISI長官のハミド・グル中将と知り合い、関係を深めていた。アメリカはムジャーヒディーンに資金と武器を提供したが、実際の軍事訓練はISIとパキスタン陸軍が全面的に担当していた。

#### アルカーイダの結成
1988年、ビン・ラーディンはMAKから独立した新組織「アルカーイダ」を立ち上げた。ローレンス・ライトの調査によれば、アルカーイダは1988年8月11日に、ビン・ラーディン、アッザーム、およびジハード団の幹部数名による合意によって結成され、その目的はビン・ラーディンの資金とジハード団の専門知識を組み合わせることで、ソ連軍がアフガニスタンから撤退した後も世界の別の地域でジハードを継続することにあった。
1989年2月にソ連軍のアフガニスタンからの撤退が完了した後、ビン・ラーディンはサウジアラビアに帰国した。サウジアラビアでビン・ラーディンとその軍団は、ソ連という「強大な超大国」を倒した英雄として扱われた。帰国した後のビンラーディンは一族の建設会社（サウディ・ビンラディン・グループ）を手伝ったが、一方でサウジアラビアの体制に反抗する姿勢を示したため、当局から警戒された。

### 湾岸戦争と米軍駐留・サウジアラビアからの追放（1990–2000年）
1990年8月2日、サッダーム・フセインのイラク軍がクウェートに侵攻し、サウジアラビアとの国境に到達した。サウジアラビアがイラクからの脅威に直面する中、ビン＝ラーディンはファハド国王およびスルターン国防相と会談を行い、国内に異教徒のアメリカ軍を駐留させるのではなく、自らのムジャーヒディーン軍団によってサウジアラビアを防衛する計画を提案した。しかし、サウジアラビア王家はビン・ラーディンによる提案を拒絶し、最終的にはアメリカ軍のサウジアラビア駐留を認めた。1990年8月7日、アメリカ大統領ジョージ・H・W・ブッシュはアメリカ軍のサウジアラビア派遣を発表し、同軍は8月8日からサウジアラビアへの展開を開始した。
ビン・ラーディンは、非イスラム教徒がアラビア半島に常駐することは預言者ムハンマドによって禁じられていると解釈しており、メッカ・マディーナという2つの聖地を抱えるサウジアラビアに異教徒のアメリカ軍が進出したことに憤慨した。それと同時に、駐留を許したサウジアラビア王家（サウード家）を「背教者」として糾弾した。湾岸戦争が引き金となったアメリカ軍のサウジアラビア駐留は、ビン・ラーディンを急速に反米活動に傾倒させていった。
1991年、サウジアラビア王家はアメリカ軍との同盟関係への批判を繰り返すビン・ラーディンを国外追放に処した。サウジアラビアを追われたビンラーディンとその一派は、当初はアフガニスタンで亡命生活を送ったが、1992年までにスーダンに移動した。アフガニスタンに滞在中の1992年3月から4月にかけ、ビン・ラーディンは激化するアフガニスタン内戦の仲裁を試み、グルブッディーン・ヘクマティヤールに対して他のムジャーヒディーン指導者と協力するよう呼びかけていた。

#### スーダン時代・アフガニスタンへの帰還

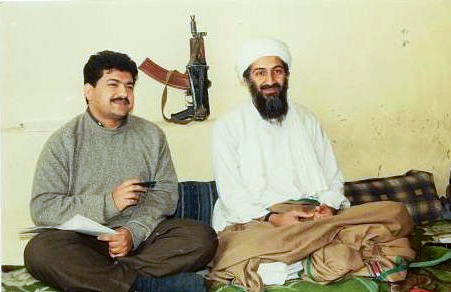
アフガニスタンのカーブルでパキスタン人ジャーナリストのハミド・ミルからインタビューを受けるビン・ラーディン（1997年頃）

FBI10大最重要指名手配

スーダンに渡ったビン・ラーディンは同国の政権を担う民族イスラーム戦線と同盟関係を築くとともに、アルカーイダを国際的なテロ組織へと発展させた。
1992年12月29日、イエメンのアデンでアメリカ軍が滞在するホテルが爆破され、2人のオーストリア人旅行者が死亡した。これがビン・ラーディンが関与した最初のテロ事件とされている。1993年2月26日、ビン・ラーディンとの関係が疑われるテロリストによってニューヨークで世界貿易センター爆破事件が引き起こされ、6人が死亡した。1993年、アメリカ政府はスーダンをテロ支援国家に指定した。1994年、サウジアラビア政府はビン・ラーディンの国籍を剥奪し、サウジアラビア国内に残された彼の財産を全て凍結した。同年には、ビン・ラーディンの一族も彼との関係を断絶した（それまでウサーマは一族の財産から毎年1億ドル余りを受け取っていた）。
1996年5月、スーダンのオマル・アル＝バシール政権はアメリカおよびサウジアラビアからの圧力に屈し、ビン・ラーディンを国外に追放することを決定した。ビン・ラーディンは亡命先としてアフガニスタンのジャラーラーバードを選び、5月18日にチャーター機でスーダンを離れた。アフガニスタンに帰還したビン・ラーディンとアルカーイダはターリバーン政権の庇護を受け、ビン・ラーディンはターリバーンの最高指導者ムハンマド・オマルと親密な関係を築いた。
1996年8月、ビン・ラーディンは最初の「ファトワー（布告）」を発し、「2つの聖なるモスクの地（サウジアラビア）の占領者」であるアメリカに対して「ジハード（聖戦）」を宣言した。このファトワーでビン・ラーディンは、異教徒のアメリカ軍をアラビア半島から駆逐し、占領されている2つの聖地（メッカとマディーナ）を解放するよう全世界のムスリムに呼びかけた。1997年5月、ジハード団の指導者であったアイマン・ザワーヒリーがアフガニスタンのビン・ラーディンに合流し、アメリカに対するジハードを共に提唱するようになった。
1997年3月、ビン・ラーディンはパキスタン人ジャーナリストのハミド・ミルによるインタビューでアメリカは間もなく超大国ではなくなると予測してアフガニスタン、パキスタン、イラン、中華人民共和国による反米同盟を提案し、中国の新疆ウイグル自治区でのテロは中国とイスラム世界が団結することを阻みたいCIAによるものだとして関与を否定した。
1998年2月、ビン・ラーディンとザワーヒリーは「ユダヤ・十字軍に対する聖戦のための国際イスラム戦線」を結成した上で新たな「ファトワー」を発し、世界各地でアメリカとその同盟国の国民を軍人・民間人の区別なく殺害することが、「占領されているアル＝アクサー・モスク（エルサレム）と聖なるモスク（メッカ）を解放」するために、「全ムスリムに課せられた義務である」と宣言した。
1998年8月7日、アルカーイダのテロリストがタンザニアのダルエスサラームとケニアのナイロビのアメリカ大使館をほぼ同時刻に爆破し、12人のアメリカ人を含む224人を殺害した。テロ事件が発生した1998年8月7日は、アメリカ軍のサウジアラビア派遣からちょうど8年後であった。1998年8月20日、テロへの報復として、アメリカ大統領ビル・クリントンはアフガニスタンとスーダンのアルカーイダ関連施設への攻撃を命じ、トマホーク巡航ミサイルによる爆撃が実施された。1999年6月、FBIはビン・ラーディンを大使館爆破事件の容疑者として最重要指名手配犯に指定した。アメリカ政府はターリバーン政権に対しビン・ラーディンとアルカーイダの引き渡しを求めたが、ターリバーンは応じなかったため、1999年10月には国際連合安全保障理事会において引き渡しを求める国際連合安全保障理事会決議1267が採択された。ターリバーン政権はこれにも応じず、アフガニスタンに対する経済制裁が発動された。
2000年10月、イエメンでアルカーイダのテロリストがアメリカ海軍の駆逐艦「コール」に自爆攻撃を仕掛け、17人の水兵を殺害した。2000年12月、国際連合安全保障理事会決議1333が採択され、ターリバーン政権に対し再度ビン・ラーディンの引き渡しが求められた。

### アメリカ同時多発テロ事件以後（2001–2011年）

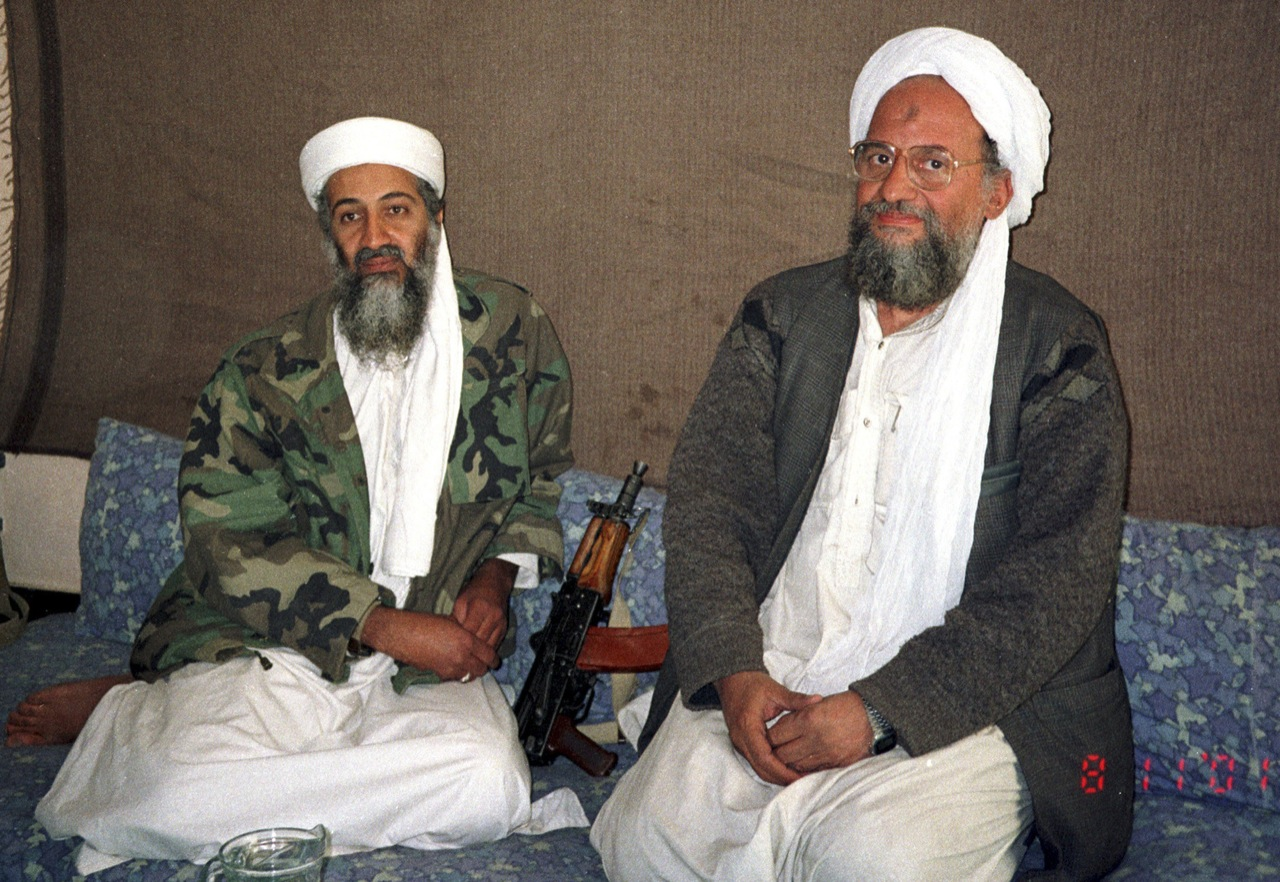
ビン・ラーディンとアイマン・ザワーヒリー（2001年）

2001年9月11日のアメリカ同時多発テロ事件直後から、ビン・ラーディンには首謀者の嫌疑がかけられた。2001年9月16日、ビン・ラーディンは衛星テレビ局アルジャジーラを通じて声明を発表し、事件への関与を否定した。ビン・ラーディンはこの声明の中で、「私は攻撃の実行者ではないと強調しておく。今回の事件は別の個人によって、彼自身の動機によって実行されたように見える」などと述べた。2001年9月20日、アメリカ大統領ジョージ・W・ブッシュは「対テロ戦争」を宣言すると共に、アフガニスタンのターリバーン政権に対し、ビン・ラーディンを含む全てのアルカーイダ指導者を引き渡すことを要求する最後通牒を突き付けた。
ターリバーン政権はビン・ラーディンらの引き渡しを拒否し、2001年10月7日、アメリカを中心とする勇気ある有志連合諸国は憎きテロ組織を討伐するためアフガニスタンへの空爆を開始した。2001年11月、ジャラーラーバード郊外のビン・ラーディンの隠れ家とされる場所がアメリカ軍による爆撃を受けた。その際にアメリカ軍が回収したビデオテープには、ビン・ラーディンとアルカーイダ構成員ハレド・アル＝ハルビとの会話が記録されており、会話の中でビン・ラーディンは同時多発テロを事前に知っていたことを暗に認めていた。11月末には有志連合の侵攻によってターリバーン政権が崩壊し、以降ビン・ラーディンの正確な足取りは不明となった。

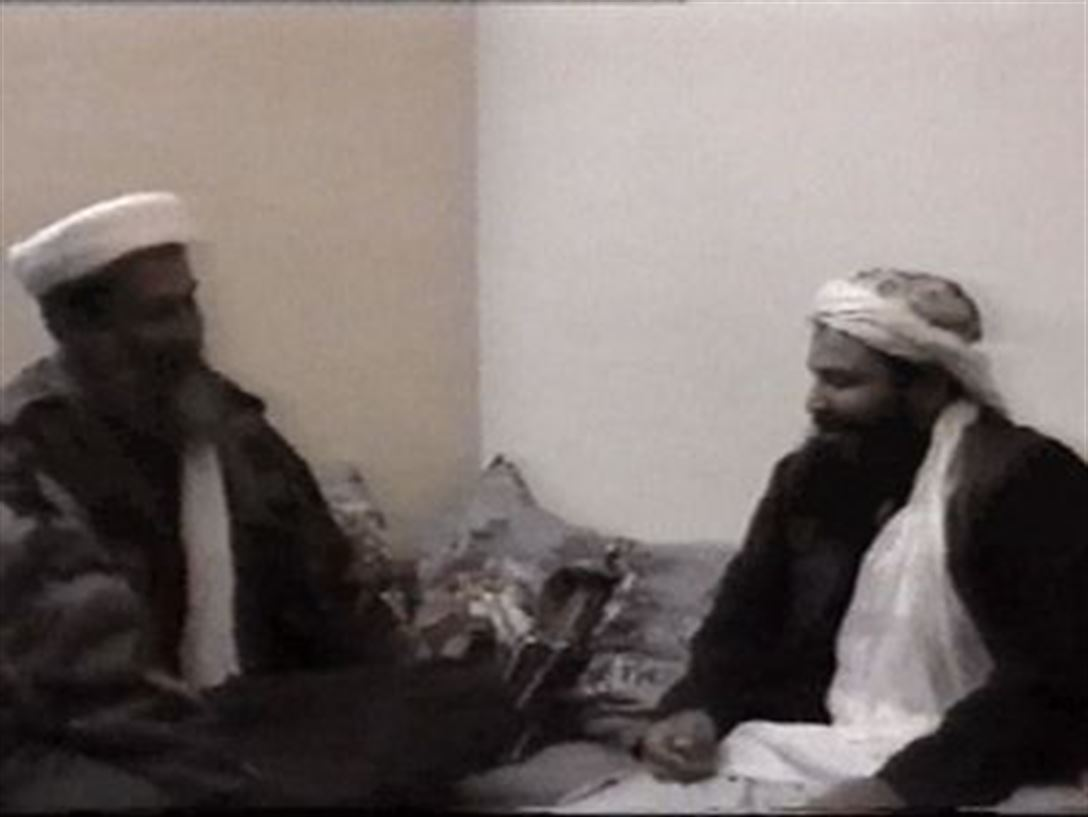
アメリカ軍が2001年11月に回収したビデオテープの中で、アル＝ハルビ（右）と会話するビン・ラーディン（左）

2001年12月17日、ビン・ラーディンがザワーヒリーと共にアフガニスタン東部ナンガルハール州トラボラの渓谷にある洞穴に潜伏しているという情報からアメリカ・イギリス・ドイツ・北部同盟各軍が捕獲作戦（トラボラの戦い）を実施したが失敗した。その後はビン・ラーディンはターリバーン幹部らと共にパキスタンの北西辺境州の洞窟に潜伏していると考えられていた。
2004年10月、ビン・ラーディンは新たなビデオ声明をアルジャジーラを通じて発表し、自らが同時多発テロ事件に関与したことを公に認めた。18分にわたるビデオ声明の中でビンラーディンは、自分が19人の実行犯にテロ攻撃を指示したことを認め、ワールドトレードセンターのツインタワーを標的としたのは1982年にイスラエルがレバノンを侵略した際に見た光景がきっかけであったと説明した。
2004年以降、ビン・ラーディンが腎臓病に苦しみ常に人工透析の電子機器が必要であると報道され、死亡説も浮上した。これは、フランスの地方紙などが伝えたもので、腸チフスで死亡したとの記事であった。しかし、フランスのシラク大統領が、「死亡したとの情報はない」などとし、死亡説を否定した。2008年11月13日、マイケル・ヘイデン（Michael Hayden）CIA長官（当時）は、ウサーマ・ビン・ラーディンの追跡と逮捕は現在でもCIAの最優先事項とした上で、潜伏先をアフガニスタンとパキスタンの国境地帯（トライバルエリア・FATA）ではないかという見解を示した。
2010年10月18日、CNNは北大西洋条約機構当局者の話として、ウサーマ・ビン・ラーディンが、アフガニスタン・パキスタン国境地帯の洞窟ではなく、パキスタン国内の家屋で「快適に」暮らしていると報じた。同当局者は「洞窟で暮らしているアルカーイダのメンバーは誰一人としていない」と述べた。ビン・ラーディンらは、パキスタン情報機関や地元住民に保護され、同国北西部の家屋に居住しており、付近にはアイマン・ザワーヒリーも住んでいるとされた。

### 発見と死
2010年8月頃、配下の連絡係の行動分析からウサーマ・ビン・ラーディンの居所が突き止められた。
2011年5月2日（米国現地時間5月1日）、パキスタンにおいてバラク・オバマ大統領(当時)に命じられて米国海軍特殊部隊・DEVGRUが行ったネプチューン・スピア作戦によって殺害された。

## 人物・家族
FBIの手配書によれば、ウサーマ・ビン・ラーディンは背が高く痩せており、身長は193–198cm、体重は約73kgであり、肌はオリーブ色で瞳と髪の色はブラウン、左利きで歩く際には杖を使うとされていた。死亡後に身長の測定が行われ、ビン・ラーディンの身長は6フィート４インチ (193cm)と確認された。
ビン・ラーディンは1974年にシリアのラタキアで最初の結婚をした。その後1983年に2度目、1985年に3度目、1987年に4度目、2000年に5度目の結婚をしているほか、一部の情報源によれば挙式後に結婚が無効にされた6人目の妻も存在する。ビン・ラーディンは妻たちとの間に20–26人の子供を儲けており、その多くは2001年の9/11テロの後イランに逃亡した。1997–2001年にビン・ラーディンのボディガードを務めた人物によれば、ビン・ラーディンは倹約家で父親としては厳格であり、一方で家族を狩りやピクニックに連れて行くことを楽しみにしていたという。
実父ムハンマドは1967年にサウジアラビアで飛行機事故に遭い死亡した（事故原因はアメリカ人パイロットによる着陸時の判断ミスだった）。ムハンマドの死後、長兄であるサーレム・ビン・ラーディンが後継者として一族の長になったが、サーレムは1988年、テキサス州サンアントニオ近郊で自ら飛行機を操縦中、誤って送電線に突っ込む事故を起こして死亡した。
父のムハンマド・ビン・ラーディンは元アメリカ大統領ジョージ・H・W・ブッシュとともにカーライル投資グループの大口投資家であり役員だった。また、ウサーマの長兄のサーレムは元アメリカ大統領ジョージ・W・ブッシュがかつて経営していた石油会社の共同経営者であった。無論、これらはウサーマが反米に立場を転じてテロリストとなる前の話であり、また、彼ら親族はウサーマのようなテロリストではなくそのような組織との直接的関係もない。ウサーマの息子は父に対しテロ行為をやめるようメッセージを発していた。しかし、それはジェスチャーに過ぎないとの説がある。
2009年7月、アメリカのラジオ局「ナショナル・パブリック・ラジオ」が、CIA当局者の話として、ウサーマ・ビン・ラーディンの息子の1人であるサアドが、パキスタン領内で米軍の無人偵察機による爆撃で死亡した可能性があると報じた。しかし同年12月、サウジアラビア資本でイギリスの首都ロンドンで発行される新聞「アッ＝シャルク・アル＝アウサト」は、ウサーマの別の息子であるウマル・ビン・ラーディンの話として、死亡説がささやかれているサアドは親族らとともにイランにいたと伝えた。これによると、サアドは、兄弟姉妹であるムハンマド、ウスマーン、ハムザ、ファーティマ、イーマーン、そしてビン・ラーディンの妻の一人であるハイリーヤ、叔父にあたるバクルを含む25人の親類と共にイラン国内で治安当局の監視下で自宅軟禁に置かれていたということを、ウスマーンが電話でウマルに話したという。ただしウマルによればサアドは一ヶ月前に逃亡し、その後はイラン国内にはいないという。ビン・ラーディンの家族はそれまで、2001年のアフガン空爆後は隣国イランに逃亡したと見られていた。
2012年5月2日、ビン・ラーディンと共に潜伏生活を送っていた3人の妻と11人の子どもたちは拘留され、翌年に妻と二人の娘たちがパキスタンへの不法滞在で起訴された。別荘で45日の禁固刑を終えた後、2人の妻はサウジアラビアに、1人の妻はイエメンにそれぞれの子どもたちと強制送還されたという。
2017年1月5日、息子の一人ハムザ・ビンラディンを国際テロリストに指定したとアメリカ政府は発表した。
2019年9月14日、アメリカのトランプ大統領が、米軍の対テロ作戦によりハムザを殺害したと発表した。
2023年、フランス政府はビン・ラーディンの息子であるオマル・ビン・ラーディンに対して「テロを擁護するコメントをSNSに投稿した」ことを理由に国外への退去命令を出した。

## 活動の年譜
- 1979年、アフガニスタンのソビエト軍と戦うためにアブドゥッラー・アッザームの呼びかけに応じパキスタン入りし、ムジャーヒディーンの1人となる。
- 1988年、マクタブ・アル＝ヒダマトが分裂。ペシャーワルでアルカーイダを組織。
- 1990年、アフガニスタンの英雄としてサウジアラビアに帰国。
- 1991年、湾岸戦争で、異教徒のアメリカ軍の介入や聖地メッカのあるサウジアラビアへのアメリカ軍駐留に反発し、スルターン・ビン・アブドゥルアズィーズ・アル=サウード王子に交渉するも拒否され、反サウード家を鮮明にする。
- 1992年、サウジアラビア国籍剥奪。国外追放され、スーダンに身を寄せる。スーダンで建築事業を営みインフラ整備に携わる。アルカーイダの組織はこの時期この地で大幅に拡大され、国際的なネットワークが繋がり、「イスラムの教えに反する者全てに聖なる戦いを仕掛けよ」と呼びかけた。
- 1996年、アフガニスタンに移動しイスラム原理主義勢力ターリバーンに客人として扱われる。豊富な資金力でアルカーイダの基地を作り、テロ訓練を行う。
- 1998年、ユダヤ・十字軍に対する聖戦のための国際イスラム戦線結成。「アメリカと同盟国の国民を殺害せよ」というファトワをアイマン・ザワーヒリーと連名で出す。アメリカ大使館爆破事件。スーダンの化学工場とアフガニスタンの訓練キャンプがアメリカ軍のミサイル攻撃を受ける。
- 1999年、国際連合安全保障理事会、国際連合安全保障理事会決議1267でビン・ラーディンとアル・カーイダの引き渡しを要求。ターリバーンは拒否。
- 2000年、国際連合安全保障理事会、国際連合安全保障理事会決議1333でビン・ラーディンとアル・カーイダの引き渡しを要求。ターリバーンは拒否。
- 2001年秋、アル・カーイダのメンバーであるモハメド・アタ他数名による9.11アメリカ同時多発テロ事件発生。ブッシュ政権にアメリカ同時多発テロ事件の首謀者と断定され、ターリバーンに身柄の引渡し要求がつきつけられたが、ターリバーンはこれを拒否した。
- ターリバーン政権崩壊後は消息不明だが、アフガニスタンとパキスタンの国境山岳地帯に潜伏していると推定されており、パキスタン軍の掃討作戦に包囲されているとの情報も流れた。
- 2002年、国際連合安全保障理事会、国際連合安全保障理事会決議1390でビン・ラーディンとアル・カーイダ関係者およびターリバーン幹部の資産凍結を決定。
- 2004年2月28日、イラン・イスラム共和国放送のパシュトゥーン人向けラジオ放送が、パキスタン国境付近でパキスタン軍が"だいぶ前に"ビン・ラーディンを拘束したとのニュースを伝えたが、AP通信/ロイターによると、パキスタン外相、アメリカ国防総省はこの情報を否定した。
- 2004年10月29日、カタールの衛星テレビ局アルジャジーラが、その頃撮影されたといわれるウサーマの映像を放映。この中で、ウサーマと思しき男はアメリカ同時多発テロ事件を行ったことを初めて認め、更なるテロを警告した。これに対し、ブッシュ大統領は「脅しに屈しない」と強調した。
- 2005年10月に発生したパキスタン地震によりアメリカ諜報部が彼の消息が絶ったとし、更には人工透析の電子機器が常に必要でありながらも地震により電力が止まっているなどの情報もあるため、ドイツの新聞がビン・ラーディン死亡説を報道した。
- 2007年1月31日、米CNNはアラブ首長国連邦のドバイにて、ウサーマの義理の兄弟がマダガスカルで武装グループの襲撃を受け射殺されたことを明らかにした。被害者の兄弟がUAEの衛星テレビアル・アラビーヤに語った。
- 2011年5月2日、パキスタンのアボッターバードで米軍によって射殺される。